# Ecomuseu de Rates

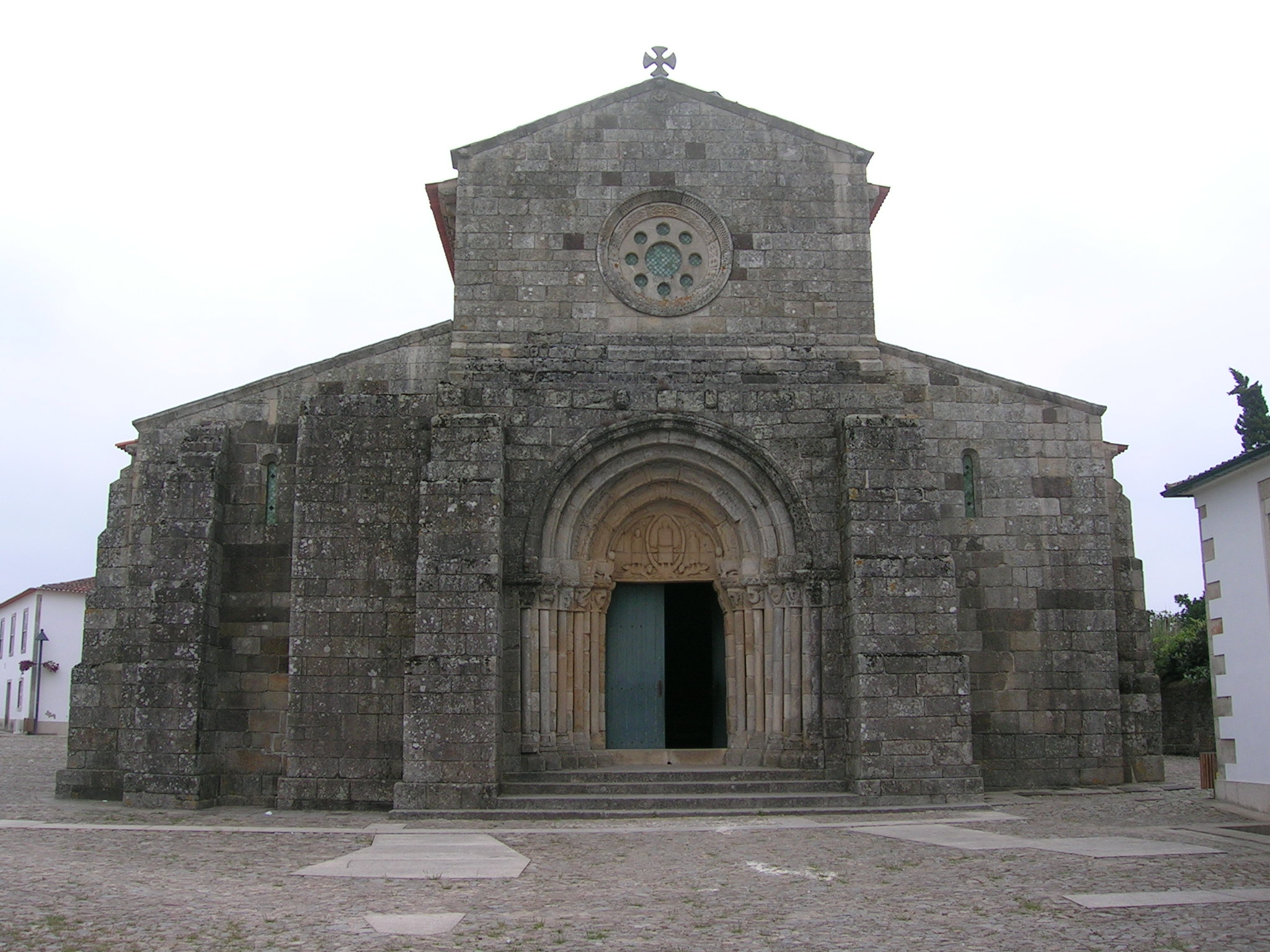
A milenar Igreja Românica.

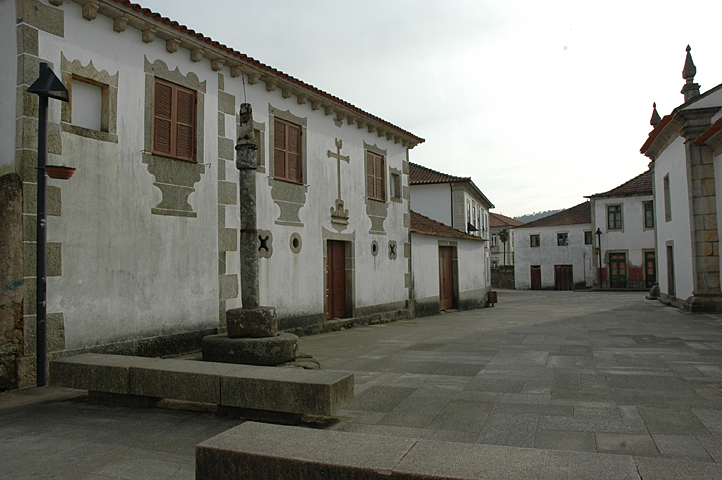
A Praça de São Pedro de Rates.

O Ecomuseu de São Pedro de Rates é um circuito pedonal rural na freguesia de Rates da Póvoa de Varzim, Portugal. No circuito com 8 km destacam-se a Igreja Românica, a Praça, a arquitetura rural onde predomina o xisto, o caminho de peregrinação a Santiago de Compostela, a paisagem rural, os moinhos de água e de vento e a cultura do linho, do pão e do vinho.
O ecomuseu foi inaugurado em 21 de Abril de 2007. A intervenção contemplou um conjunto de oito estações, na primeira fase, estando previstas mais duas, a Casa do Trabalhador Rural e o Parque Ambiental. O projecto foi financiado principalmente pela Câmara Municipal da Póvoa de Varzim com o apoio do Programa Operacional Regional - Medida Agricultura e Desenvolvimento Rural denominada Agris.
Para alojamento existe, o Albergue de Peregrinos de São Pedro de Rates na rua de Santo António, para os peregrinos a Santiago de Compostela e a Casa Mattos, uma valência de turismo rural. Na zona do percurso pedonal existe ainda o Rates Park - parque aventura.

## Pontos de interesse
- Igreja Românica e respectivo núcleo museológico
- Fonte de São Pedro de Rates
- Santo António - Capela de Santo António e Casa de Lavrador
- Fonte antiga e Lavadouro
- A Praça - centro histórico, cuja designação alude aos forais desde a baixa Idade Média.
- Moinho de vento e Parque Verde junto à Escola Agrícola
- Fonte do Pedro
- Fonte da Granja
- Azenha do Pego